# Tiagabina
La tiagabina è un farmaco utilizzato nelle epilessie, è un inibitore di GAT-1, un enzima che provoca il reuptake del GABA liberato nella sinapsi inibitoria. Il suo effetto è conseguentemente quello di aumentare la permanenza di GABA a livello sinaptico, e quindi la sua disponibilità.
Può avere effetti collaterali quali astenia, sonnolenza, tremore. In alcuni casi il farmaco può dare una sindrome simil-influenzale.
Scienziati australiani hanno scoperto una proteina nel meccanismo neurale del cervello che fa scattare alcuni dei sintomi di astinenza da droghe oppiacee, come morfina, eroina e codeina.
Gli studiosi dell'Istituto di ricerca sul trattamento del dolore dell'Università di Sydney ritengono che dei farmaci in grado di inibire la proteina, chiamata GAT-1 e definita un 'transporter', potranno alleviare alcuni dei primi sintomi fisici dell'astinenza come il battere dei denti, il tremito incontrollato e l'agitazione. Tali farmaci sostengono gli autori nello studio, pubblicato sulla rivista Neuron potranno diventare parte dell'arsenale di medicine e di tecniche comportamentali con cui tentare di sconfiggere la dipendenza.
Usando diverse tecniche di laboratorio su cervelli di topi trattati con morfina, Elena Bagley e i suoi colleghi hanno dimostrato che l'astinenza da oppiacei causa la formazione di una piccola corrente elettrochimica nelle cellule nervose. Ulteriori analisi hanno rivelato che è la proteina GAT-1 a regolare questa corrente.
La dipendenza da oppiacei inibisce l'attività dei neuroni in una regione centrale del cervello, il che altera il meccanismo neurale per compensare tale inibizione. Se interviene l'astinenza, i neuroni 'rimbalzano' e diventano iperattivi.
Gli studiosi hanno accertato che bloccando la GAT-1 con farmaci appropriati si previene l'iperstimolazione delle cellule nervose, che normalmente si verifica durante l'astinenza. I farmaci anti-GAT-1 peraltro sono già in esistenza, e vengono usati per trattare l'epilessia.